# PBS Kids
PBS Kids és la marca de la major part de la programació infantil emesa pel Public Broadcasting Service (PBS) als Estats Units. El públic objectiu són nens d'entre 2 i 8 anys. La programació de la marca PBS Kids s'emet diàriament a la majoria de les estacions locals de PBS durant un bloc diürn, normalment programat a les hores del matí, a més d'un canal independent 24/7 (de vegades anomenat PBS Kids Channel o PBS Kids 24/7). Tant el bloc com el servei les 24 hores del dia, els 7 dies de la setmana, s'emeten a través de l'aire, mitjançant proveïdors de cable i satèl·lit i en plataformes de streaming. La programació seleccionada també està disponible a nivell internacional.
Alguns programes infantils de la televisió pública no són produïts per emissores membres de PBS ni transmesos per PBS. En canvi, són produïts per distribuïdors de televisió pública independent com ara American Public Television, i no estan etiquetats com a programació "PBS Kids", ja que és principalment una marca de blocs de programació. La xarxa també està disponible a l'Àfrica subsahariana i Austràlia.